# Neuroleon (Ganussa) parvus
Neuroleon (Ganussa) parvus is een insect uit de familie van de mierenleeuwen (Myrmeleontidae), die tot de orde netvleugeligen (Neuroptera) behoort. 
Neuroleon (Ganussa) parvus is voor het eerst wetenschappelijk beschreven door Kimmins in 1943.